# フェイ彗星
フェイ彗星 (英語: 4P/Faye)は、1843年11月にエルヴェ・フェイによりパリ王立天文台で発見された周期彗星。前回は2014年5月29日に近日点を通過し、次に近日点を通過するのは2021年9月9日である。

## 観測史
フェイ彗星は11月23日にフェイにより初めて観測されたが、悪天候のため確認されたのは25日まで遅れた。発見される1ヶ月前には近日点を通過していたが、地球と接近していたため発見できる程度の明るさであった。オットー・フォン・シュトルーベは11月終わりまで肉眼で観測できたことを報告した。また、彼によると翌年の1月10日までなら3.6インチ反射望遠鏡のような小さい望遠鏡で観測することができ、1844年4月10日になると15インチ反射望遠鏡のような大きい望遠鏡でも観測できなくなったという。
1843年にフリードリヒ・ヴィルヘルム・アルゲランダーとトーマス・ヘンダーソンはそれぞれ独立してフェイ彗星が短周期彗星であることを計算し、5月にはその周期を7.43年と計算した。ユルバン・ルヴェリエは1851年に出現するフェイ彗星の位置を計算し、4月に近日点を通過すると予測した。フェイ彗星は1850年11月28日には彼の予測に近い場所にあることがジェームズ・チャリスにより確認された。
フェイ彗星は観測に適していない状況であった1903年と1918年には観測されなかった。2006年には見かけの等級が9に達することがあった。

## 特徴

### 軌道
フェイ彗星は周期彗星であるため楕円軌道をとっており、その軌道離心率は0.56程度である。近日点距離は火星の遠日点距離よりも少し長く、遠日点距離は木星の遠日点距離よりも長い。公転周期は7.54年であり、発見から現在までの近日点通過は以下の通りである。
- 1843年10月17日(約1ヶ月後に発見)
- 1851年4月2日
- 1858年9月13日
- 1866年2月14日
- 1873年7月18日
- 1881年1月23日
- 1888年8月20日
- 1896年3月19日
- 1903年6月5日(観測できず)
- 1910年11月2日
- 1918年3月29日(観測できず)
- 1925年8月7日
- 1932年12月6日
- 1940年4月24日
- 1947年9月28日
- 1955年3月4日
- 1962年5月14日
- 1969年10月7日
- 1977年2月27日
- 1984年7月9日
- 1991年11月16日
- 1999年5月6日
- 2006年11月15日
- 2014年5月29日

木下一男の軌道計算によれば、発見後のフェイ彗星は木星と地球への接近による摂動を繰り返し受けているため近日点が接近しつつあり（発見当時は1.692 au）、2102年には近日点が1.514 auとなり、周期も7.25年まで縮まると予想されている。また、次回の近日点通過以降の近日点通過は以下の通り。
- 2021年9月8日(9日[4])
- 2029年3月9日
- 2036年9月4日
- 2044年2月13日
- 2051年7月5日
- 2058年12月5日
- 2066年5月17日
- 2073年10月31日
- 2080年12月8日
- 2088年3月29日
- 2095年7月17日
- 2102年10月25日

### 物理的特徴
直径は3.54kmであると推定されている。
1991年10月10日、スペースウォッチの0.9m望遠鏡を用いてD. RabinowitzとJ. Scottiはダストトレイルらしきものを発見したが、そうであることは証明できなかった。2006年には木曽観測所で観測され、猿楽祐樹らによって細長い構造がダストトレイルであることが明らかにされた。